# Antoinette Meyer
Pour les articles homonymes, voir Meyer.
 Antoinette Meyer, née le 19 juin 1920 et morte le 19 juillet 2010, est une skieuse alpine suisse originaire de Wengen.

## Palmarès

### Jeux olympiques d'hiver
| Épreuve / Édition    | Descente | Slalom géant                     | Slalom | Combiné |
| JO 1948 Saint-Moritz | 11e      | Épreuve inexistante à cette date | Argent | Abandon |

### Championnats du monde
| Épreuve / Édition    | Descente | Slalom géant                     | Slalom | Combiné |
| JO 1948 Saint-Moritz | 11e      | Épreuve inexistante à cette date | Argent | Abandon |